# Вігеріх (пфальцграф Лотарингії)
Вігеріх (нім. Wigerich; бл. 870 — бл. 922) — 1-й пфальцграф Лотарингії, граф Брідгау, Арденнгау, Тріра. Засновник Арденського дому.

## Життєпис
Ймовірно був сином Одакара, графа Брідгау, Арденнгау і Блізгау, та Ірменгарли Каролінг. Народився близько 870 року. Перша письмова згадка відноситься до 899 року. В цей час був графом (comes venerabilis) Тріра.
19 вересня 902 року він уже згадується в акті короля Людовика IV, за яким Вігеріх поступився Ратбоду, архієпископу Трірському, правом стягування податку з міста Трір.  Після смерті батька в приблизно 901 році, стає графом Бідгау. Здійснив обмін землями з монастирем Св. Максиміна в Трірі. Близько 907 року оженився з онукою західнофранкського короля Людовика II.
911 року разом з іншою лотаринзькою знаттю підтримав короля Карла III у протистоянні з Конрадом I. За це отримав від першого фогтства абатства Святого Румольда в Мехелені (як феод єпископа Льєжа) та монастиря в Аст'єрі. 915 року після смерті маркграфа Лотарингії Реньє I призначається пфальцграфом Лотарингії. Цим було зменьшено вплив герцогів та маркграфів Лотаринзьких.
Перебував на посаді до самої смерті, що сталася близько 922 року. Можливо загинув внаслідок заворушень лотаринзької знаті на чолі із Гізельбертом з Регінаридів.

## Родина
Дружина — Кунігунда, донька маркграфа Вернера Іврейського
Діти:
- Фрідріх (д/н— 978), герцог Верхньої Лотарингії
- Адальберон (д/н—962), єпископ Меца в 925—954 роках
- Гізельберт (д/н— до 965), граф Арденнгау
- Сігеберт (д/н—після 942)
- Гозлін (д/н—942/943), граф Бідгау
- Зигфрід (922—998), граф Люксембургу
- Ліутгарда (д/н—після 960), дружина: 1) Адальберта, графа Меца; 2) Ебергарда IV, графа Нордгау